# Октябрське нафтове родовище
Октябрське нафтове родовище — належить до Причорноморсько-Кримської нафтогазоносної області Південного нафтогазоносногу регіону України.

## Опис
Розташоване в Чорноморському районі Криму. Приурочене до півд. борту Каркінітсько-Північно-Кримського прогину. Виявлене в 1956-57 рр. Пошукові і розвід. свердловини бурилися в 1960-65, 1981-82, 1993-94 рр. Структура г.п. нижн. крейди — асиметрична брахіантикліналь субширотного простягання 5х1,7 км висотою понад 500 м. Скупчення нафти — в піднятому блоці брахіантикліналі. Поклад пластовий склепінчастий тектонічно екранований. Нафтоносні пісковики і алевроліти. Припливи нафти і газу одержано з газових покладів тріасу — нижн. апту в інтервалі 2668—2787 м. З газових покладів сеноману короткочасно (3 доби) з глибини 1794 м спостерігався фонтанний приплив нафти. Запаси (1965) — 0,026 млн т нафти і 15,7 млн м³ газу. Нафта легка, перехідного типу, за умов атм. тиску 70 % її переходить у газ. Запаси початкові видобувні категорій А+В+С1 — 25,8 тис.т, розчиненого газу 16,3 млн м³. Густина дегазованої нафти 779 кг/м³. При досл. експлуатації в 1971-72 рр. відібрано 2331,9 м³ нафти. Через складну геол. будову і незначні запаси родов. не розробляється.